# Бенитес, Мигель Анхель
Миге́ль А́нхель Бени́тес Паво́н (исп. Miguel Ángel Benítez Pavón; родился 19 мая 1970 года в Асунсьоне, Парагвай) — парагвайский футболист, выступавший на позиции нападающего. Участник чемпионата мира 1998 года в составе сборной Парагвая.

## Клубная карьера
Бенитес начинал играть в клубе «Вилья Элиса», откуда в 1992 году он перебрался в испанский клуб одного из низших дивизионов «Кальпе». В 1993 году Мигеля пригласили в мадридский «Атлетико». 25 сентября в матче против хихонского «Спортинга» он дебютировал в Ла Лиге. За полгода в Мадриде Бенитес сыграл всего в 10 встречах, проиграв конкуренцию Кико, Маноло и Косецки.
Сезон 1994/1995 он провёл в «Мериде» на правах аренды. В 23 матчах за клуб он забил 10 мячей, чем привлек к себе внимание барселонского «Эспаньола». 3 сентября 1995 года в матче против «Саламанки» Бенитес дебютировал в новом клубе. В 1996 году он занял с командой четвёртое место в чемпионате Испании, а в 2000 году стал обладателем кубка Испании.
В 2002 году он покинул «Эспаньол», после чего вернулся на родину, подписав контракт с «Олимпией». В том же году он выиграл с новой командой Кубок Либертадорес, а в следующем сезоне стал обладателем Рекопа Южной Америки. В 2004 году Мигель покинул команду и вернулся в Испанию, где заключил контракт с «Альмерией». После сезона в Испании он непродолжительное время выступал за перуанский «Университарио», «Спортиво Лукеньо», возвращался в «Олимпию» и завершил свой карьеру в 2007 году в клубе «Гуарани».

## Международная карьера
В 1998 году Бенитес попал в заявку сборной Парагвая на чемпионат мира во Франции. На турнире он принял участие во всех четырёх встречах, против Испании, Болгарии, Нигерии и Франции. В поединке против сборной Нигерии он забил гол и помог команде одержать победу.
В 1999 году Мигель поехал на Кубок Америки в составе национальной команды. На турнире он забил три мяча, дважды поразив ворота сборной Японии и один раз отличился в матче против Уругвая.

### Голы за сборную Парагвая
| #   | Дата             | Место                                     | Противник | Результат | Соревнование                                                 |
| --- | ---------------- | ----------------------------------------- | --------- | --------- | ------------------------------------------------------------ |
| 01. | 10 ноября 1996   | Дефенсорес дель Чако, Асунсьон, Парагвай  | Эквадор   | 1:0       | Чемпионат мира по футболу 1998 (отборочный турнир, КОНМЕБОЛ) |
| 02. | 12 января 1997   | Эстадио Гильермо Роса, Мерида, Венесуэла  | Венесуэла | 2:0       | Чемпионат мира по футболу 1998 (отборочный турнир, КОНМЕБОЛ) |
| 03. | 10 сентября 1997 | Дефенсорес дель Чако, Асунсьон, Парагвай  | Боливия   | 2:1       | Чемпионат мира по футболу 1998 (отборочный турнир, КОНМЕБОЛ) |
| 04. | 8 февраля 1998   | Дефенсорес дель Чако, Асунсьон, Парагвай  | Польша    | 1:1       | Товарищеский матч                                            |
| 05. | 18 марта 1998    | Ацтека, Мехико, Мексика                   | Мексика   | 1:1       | Товарищеский матч                                            |
| 06. | 28 марта 1998    | Йель-Боул, Нью-Хейвен, США                | Колумбия  | 1:1       | Товарищеский матч                                            |
| 07. | 24 июня 1998     | Стадион Тулузы, Тулуза, Франция           | Нигерия   | 3:1       | Чемпионат мира по футболу 1998                               |
| 08. | 2 июля 1999      | Дефенсорес дель Чако, Асунсьон, Парагвай  | Япония    | 4:0       | Кубок Америки 1999                                           |
| 09. | 10 июля 1999     | Дефенсорес дель Чако, Асунсьон, Парагвай] | Япония    | 4:0       | Кубок Америки 1999                                           |
| 10. | 10 июля 1999     | Дефенсорес дель Чако, Асунсьон, Парагвай  | Уругвай   | 1:1       | Кубок Америки 1999                                           |
| 11. | 17 ноября 1999   | Доминго Бургеньо, Мальдонадо, Уругвай     | Уругвай   | 1:0       | Товарищеский матч                                            |

## Достижения
«Эспаньол»
- Обладатель Кубка Испании —— 2000

«Олимпия» Асунсьон
- Обладатель Кубка Либертадорес —— 2002
- Обладатель Рекопа Южной Америки —— 2003